# Roberto Maia
Roberto Maia (1910-1962) foi um fotógrafo profissional, notável para o fotojornalismo brasileiro nas décadas de 1940, 1950 e 1960.
Participou ativamente dos tempos áureos da imprensa brasileira, fazendo da fotografia peça fundamental para a revolução visual desencadeada pelo jornal Ultima Hora. Foi fotógrafo ativo na equipe da O Cruzeiro (revista), em qual trabalhara ao lado de Jean Manzon, antes de aceitar o convite de Samuel Wainer para dirigir o departamento fotográfico do seu novo jornal que fundara em 1951. O Ultima Hora foi o primeiro periódico a dar crédito profissional aos fotógrafos, também responsável pelas primeiras sequencias fotográficas de partidas de futebol, e entre outras inovações para o jornalismo daquela época. Durante dez anos, Roberto dirigiu, além da sede no Rio de Janeiro, as unidades de Niterói, Porto Alegre, Recife e São Paulo. Entretanto, ausentou-se do jornal por dois anos para atender à convocação de Juscelino Kubitschek e servir à Presidência da República, auxiliando, principalmente, a primeira dama Sarah Kubitschek em suas andanças com as pioneiras sociais. De volta ao jornal, em uma das habituais visitas matinais que fazia ao patrão e amigo Samuel Wainer, aguardando o seu cafezinho, Roberto foi encontrado pela empregada doméstica, como se adormecido no sofá. Partira aos 52 anos, deixando três filhos: Maria Helena, Roberto e Rubens Maia. Os dois últimos seguiram carreira na fotografia.
| “               | A ousadia era uma característica da Ultima Hora, tanto no plano da redação quanto na parte técnica. (...) O laboratório ficou sob comando de Roberto Maia, um dos únicos profissionais que eu trouxera dos Diários Associados - o outro fora Augusto Rodrigues. Maia pode ser considerado o pai da moderna fotografia brasileira. Tinha um talento excepcional, e ajudou-me a valorizar o uso de fotos jornalísticas como nenhuma outra publicação fizera antes. | ” |
| — Samuel Wainer | |   |